# 다비드 마테오스
다비드 마테오스 라마호(스페인어: David Mateos Ramajo, 1987년 4월 22일, 마드리드 지방 마드리드 ~)는 스페인의 프로 축구 선수로, 현재 중국 광시 핑궈 할리아오 FC의 중앙 수비수이다.

## 클럽 경력

### 레알 마드리드
마드리드 출신으로, 마테오스는 12세의 나이에 레알 마드리드 유소년 아카데미에 합류했다. 2007-08 시즌, 그는 성인 무대 첫 경기를 치렀는데, 그는 이어지는 3ㅜ 시즌 동안 3부 리그의 2군 경기에 출전했다.
2010년 1월 말, 마테오스는 마누엘 페예그리니 감독에 의해 데포르티보와의 라 리가 경기를 앞두고 1군에 차출되었다. 같은 해 4월 3일, 그는 라싱 산탄데르와의 경기에서 최종 명단에 이름을 올렸지만, 두 경기 모두 후보로 대기하는데 그쳤다.
2010-11 시즌 전 훈련에서, 주제 모리뉴 레알 마드리드 1군 감독은:
마테오스는 제가 마음에 드는 선수이지만 우리 선수단에 합류하지 못한 것이 안타깝습니다. 그는 수비가 좋고 후방에서 경기를 전개하는 법을 압니다. 그러한 능력이 마드리드 선수단이 필요한 것입니다. 우리가 마주친 어려움으로 인해 그가 뛰지 못하는 것이 안타깝지만, 그가 1군에 합류하기를 바랍니다.

감독의 주장은 레알 마드리드가 그와 프로 계약을 맺게 했고, 이후 마테오스는 마요르카와의 개막전에 차출되었다. 라파엘 판 데르 파르트와 로이스톤 드렌테가 각각 토트넘 홋스퍼와 에르쿨레스로 각각 떠나면서, 그는 1군으로 승격되어 후자의 선수가 달던 15번을 받았다.
2010년 11월 23일, 마테오스는 아약스와의 그 시즌 UEFA 챔피언스리그 경기에 공식 첫 경기를 치렀는데, 경기는 원정 4-0 승리로 끝났다. 경기 후, 그는 "저는 이 날을 잊지 않을 것입니다"라고 말했다.
2011년 1월 29일, 그리스의 AEK가 마테오스의 6개월 임대에 합의를 보았고, 임대 기간을 1년 연장할 권한도 가져갔다. 그러나, 그 해 여름, 그는 같은 방식으로 사라고사에 입단했고, 9월 11일, 0-0으로 비긴 라요 바예카노와의 경기에서 1군 첫 경기를 치렀지만, 시즌 대부분 기간 동안 부상으로 나서지 못했다.
2012년 6월 말, 마테오스는 2012-13 시즌에 카스티야 복귀에 합의를 보았다. 2군은 5년 만에 2부 리그로 승격되었다.

### 페렌츠바로시
2013년 9월 2일, 마테오스는 헝가리의 페렌츠바로시에 입단했다. 그는 첫 시즌에 21경기에 나서 2골을 기록했고, 소속 구단은 3위를 차지했다.

### 올랜도 시티
2015년 7월 29일, 마테오스는 메이저 리그 사커의 올랜도 시티에 입단했고, 폴 맥도너 단장은 그를 "뛰어난 속도"를 지닌 선수로 "즉시 영향을 줄 수 있는" 선수로 기대되었다.

## 클럽 통계
2015년 5월 3일 기준
| 클럽            | 시즌 | 리그 | 리그 | 컵   | 컵 | 리그 컵 | 리그 컵 | 유럽 | 유럽 | 합계 | 합계 |
| 클럽            | 시즌 | 출장 | 골   | 출장 | 골 | 출장    | 골      | 출장 | 골   | 출장 | 골   |
| --------------- | ---- | ---- | ---- | ---- | -- | ------- | ------- | ---- | ---- | ---- | ---- |
| 레알 마드리드 B |      |      |      |      |    |         |         |      |      |      |      |
| 2007–08         | 34   | 1    | 0    | 0    | 0  | 0       | 0       | 0    | 34   | 1    |      |
| 2008–09         | 30   | 0    | 0    | 0    | 0  | 0       | 0       | 0    | 30   | 0    |      |
| 2009–10         | 33   | 1    | 0    | 0    | 0  | 0       | 0       | 0    | 33   | 1    |      |
| 2012–13         | 31   | 1    | 0    | 0    | 0  | 0       | 0       | 0    | 31   | 1    |      |
| 합계            | 128  | 3    | 0    | 0    | 0  | 0       | 0       | 0    | 128  | 3    |      |
| 레알 마드리드   |      |      |      |      |    |         |         |      |      |      |      |
| 2010–11         | 0    | 0    | 1    | 0    | 0  | 0       | 1       | 0    | 2    | 0    |      |
| 합계            | 0    | 0    | 1    | 0    | 0  | 0       | 1       | 0    | 2    | 0    |      |
| AEK 아테네      |      |      |      |      |    |         |         |      |      |      |      |
| 2010–11         | 10   | 0    | 2    | 0    | 0  | 0       | 0       | 0    | 12   | 0    |      |
| 합계            | 10   | 0    | 2    | 0    | 0  | 0       | 0       | 0    | 12   | 0    |      |
| 사라고사        |      |      |      |      |    |         |         |      |      |      |      |
| 2011–12         | 14   | 0    | 1    | 0    | 0  | 0       | 0       | 0    | 15   | 0    |      |
| 합계            | 14   | 0    | 1    | 0    | 0  | 0       | 0       | 0    | 15   | 0    |      |
| 페렌츠바로시    |      |      |      |      |    |         |         |      |      |      |      |
| 2013–14         | 21   | 2    | 2    | 0    | 10 | 2       | 0       | 0    | 33   | 4    |      |
| 2014–15         | 19   | 5    | 3    | 0    | 4  | 0       | 4       | 0    | 30   | 5    |      |
| 합계            | 40   | 7    | 5    | 0    | 14 | 2       | 4       | 0    | 63   | 9    |      |
| 경력 합계       |      | 192  | 10   | 9    | 0  | 14      | 2       | 5    | 0    | 220  | 12   |

## 수상
레알 마드리드
- 코파 델 레이: 2010–11

AEK
- 그리스 컵: 2010–11

페렌츠바로시
- 머저르 쿠파: 2014–15
- 리거쿠파: 2014–15